# 宮崎空港

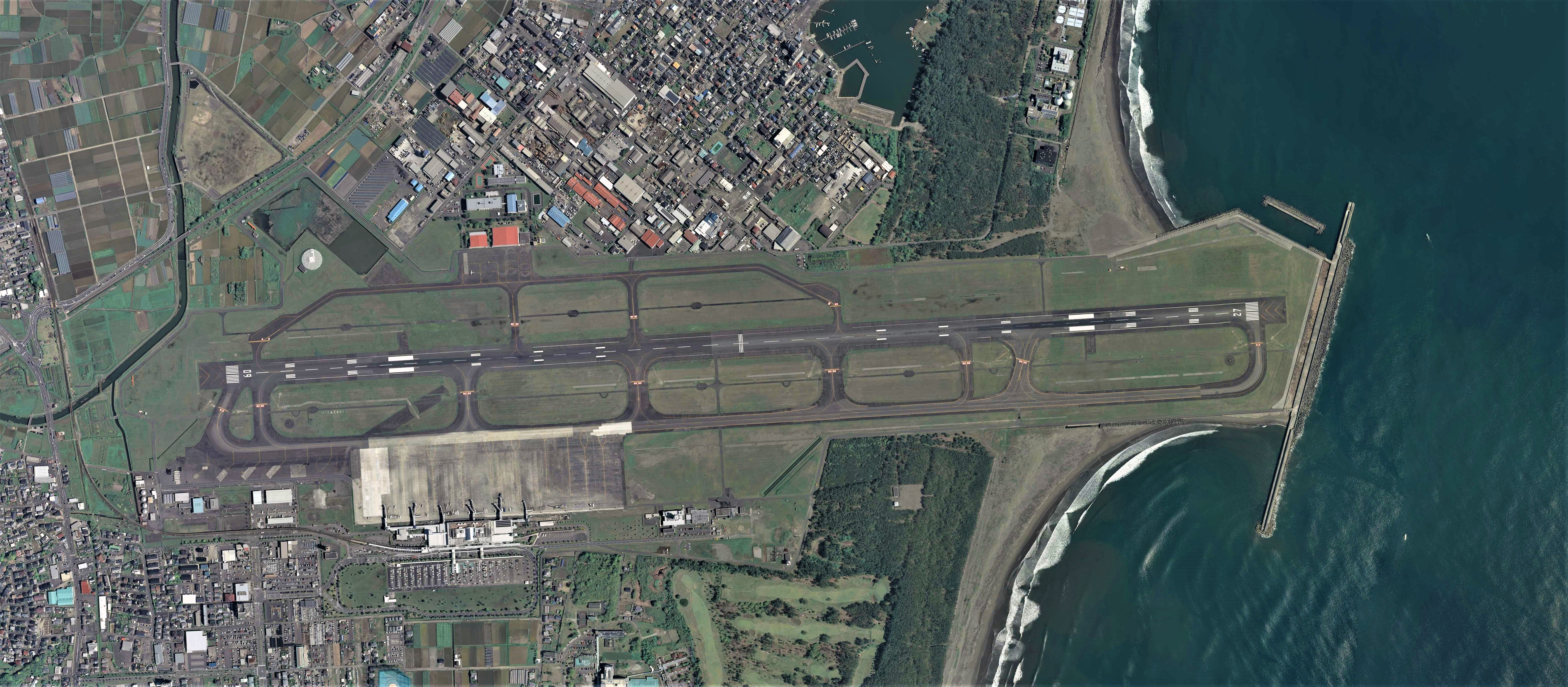
宮崎空港付近の空中写真。2017年撮影の6枚より合成作成。

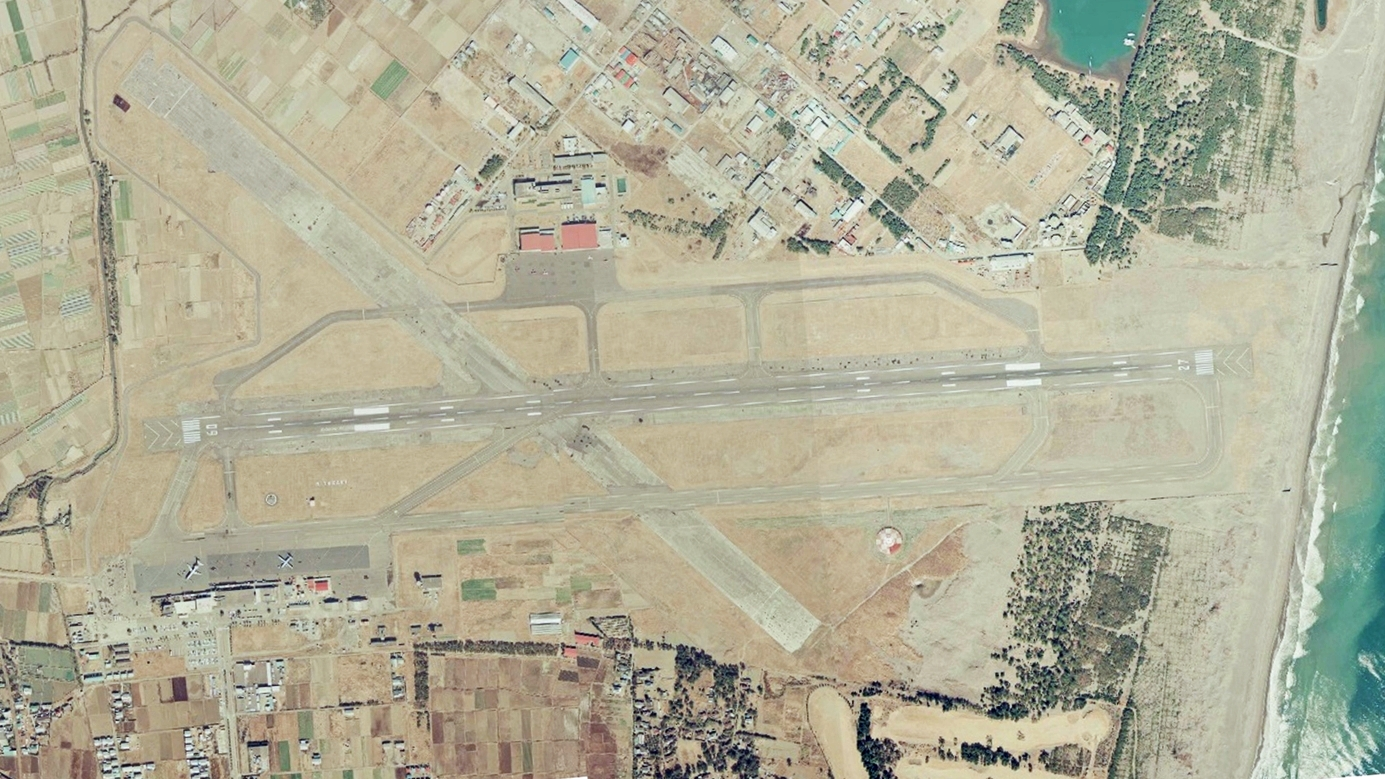
宮崎空港の空中写真（1975年）
横風用B滑走路および、A滑走路延長1,800mの頃。1975年撮影の4枚より合成作成。

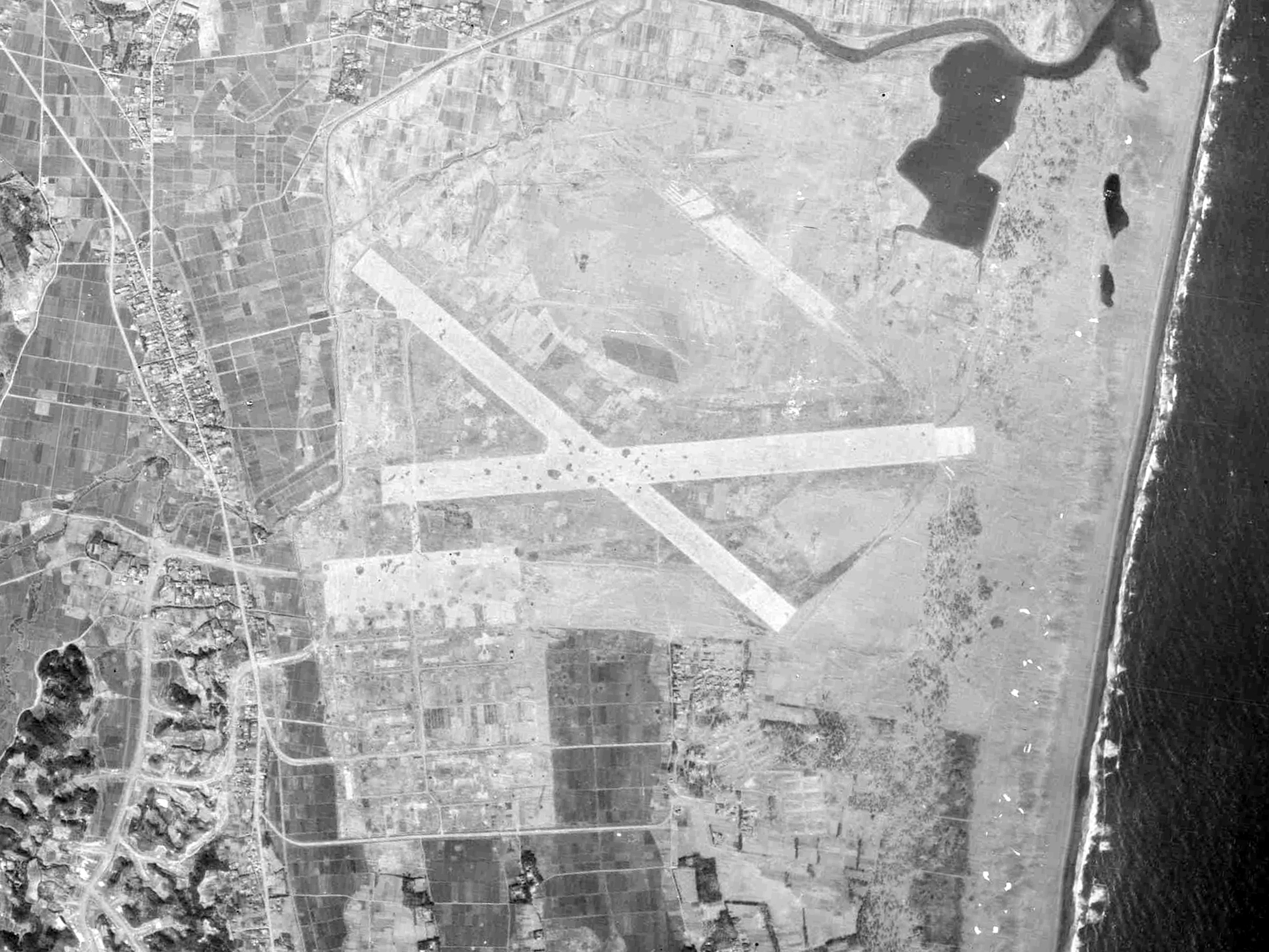
現空港の前身、海軍旧赤江飛行場の空中写真（1947年）

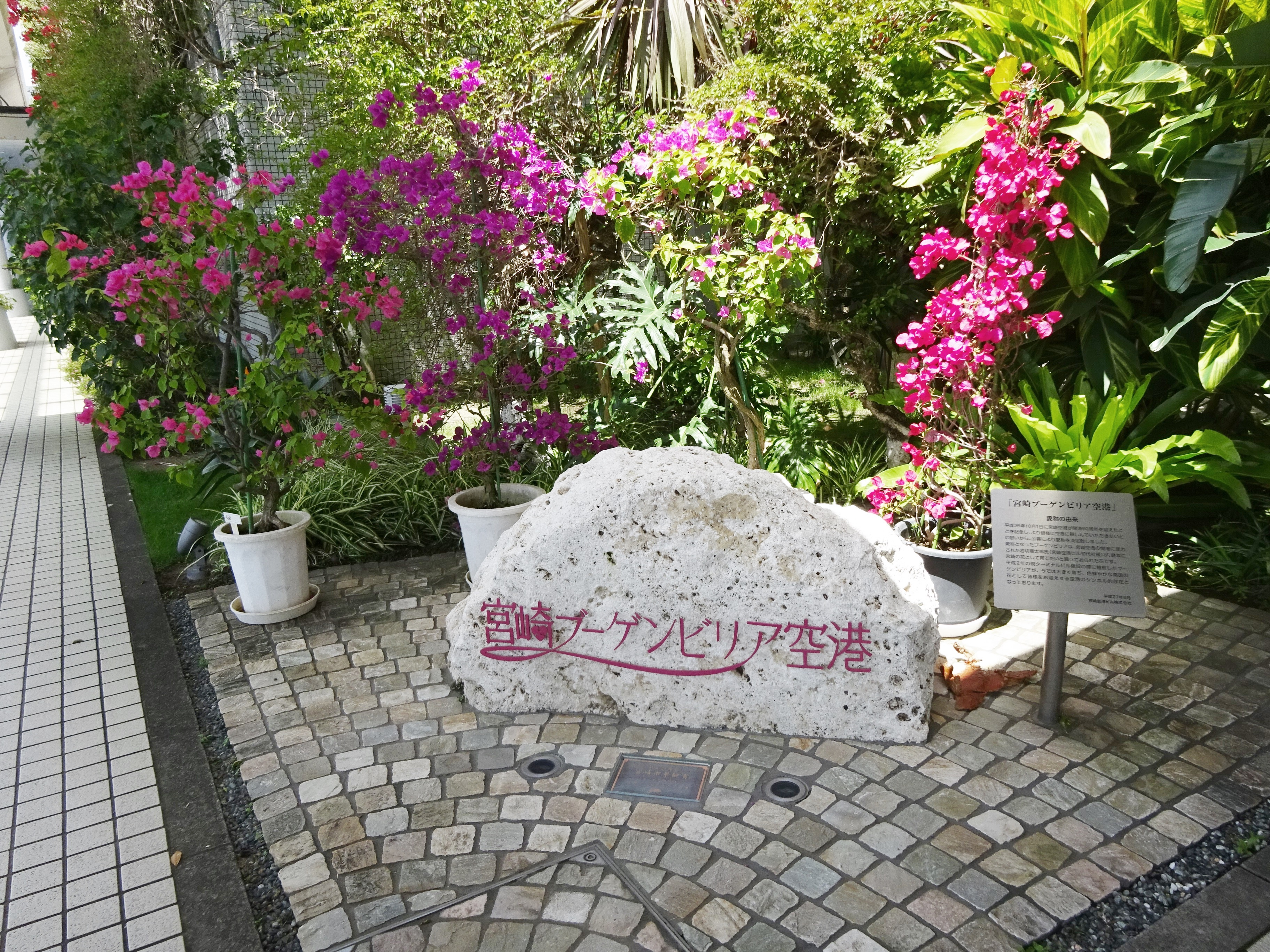
同空港内で鑑賞できるブーゲンビリア

宮崎空港（みやざきくうこう、英: Miyazaki Airport、IATA: KMI, ICAO: RJFM）は、宮崎県宮崎市大字赤江に所在する空港。愛称は宮崎ブーゲンビリア空港である。

## 概要
宮崎市の南部、海岸地帯にある。市の中心部からの距離は約5km。1996年に、ターミナルビルまで連絡鉄道（JR宮崎空港線）が接続された。宮崎市街地とは直接、宮崎交通の路線バスと、JR九州の鉄道の両方のアクセスがある。プロ野球巨人軍キャンプ地の宮崎県総合運動公園のほか、青島・飫肥城下町・日南市方面や、県西部の小林市方面、都城市方面へも路線バスがある。大分市・佐伯市・延岡市・日向市方面は、宮崎空港駅から鉄道でのアクセスのみとなっている。
空港法では第4条第1項第6号に該当する空港として政令で定める空港（国管理空港）と区分されている。
滑走路北側に、独立行政法人航空大学校の宮崎本校キャンパスがあり、シーラス式SR22型訓練機によるエアライン・パイロットの養成が行われており、空港ターミナルや国道などから離着陸訓練の様子を観察できる。

## 統計

### 利用者数
元のウィキデータクエリを参照してください.

年間利用客数は、3,210,269人（国内3,098,952人、国際111,317人（2017年度））。

#### 就航路線別統計
| 行き先       | 旅客数    | 国内線順位 |
| ------------ | --------- | ---------- |
| 東京国際空港 | 約139万人 | 上位15位   |
| 大阪国際空港 | 約061万人 | 上位45位   |

## 歴史
第二次世界大戦（太平洋戦争）中は日本海軍の航空基地であり、航空機（零式艦上戦闘機など）用の掩体壕が現存し、空港沿いの国道220号から観察できる。基地時代は滑走路2本ないしは3本を持っていたようである。終戦直後の航空写真では現在の東西の滑走路の他に北西 - 南東方面への滑走路が前述の現存する滑走路にクロスする形で東西2本（東側の1本は不鮮明）存在していた。現在、西側の滑走路跡を一ツ葉有料道路が横切っており、痕跡を鮮明に確認することができる。東側の滑走路跡は空港北側の建造物の区画にその名残が見られる。そのため、空港西側の一角の宮崎市本郷北方に「宮崎特攻基地慰霊碑」が建立され、同基地から出撃した特攻隊員約380人に宮崎県出身で他県の基地から出撃した特攻隊員を加えた計801人が慰霊されている。
沿革年表
- 1943年（昭和18年）
  - 旧日本海軍赤江飛行場として建設。
- 1945年（昭和20年）
  - 8月：連合軍により接収される[8]。
- 1951年（昭和26年）
  - 3月：宮崎民間空港誘致期成同盟が結成される[8]。
- 1954年（昭和29年）
  - 7月：航空大学校が設立される[8]。
  - 10月：航空大学校の訓練飛行場として開港（宮崎飛行場）[8]。A滑走路（09-27、1,300m x 45m）と B滑走路（13-31、1,340m x 30m）[8]。
- 1955年（昭和30年）
  - 1月：極東航空により福岡-宮崎線が開設され、ハンドレページ マラソンが就航する[8]。
  - 4月1日：日本人管制官により管制が実施された最初の国内民間空港となる。このときの管制官は4名 (運輸省航空局宮崎航空保安事務所所属)[9][8]。対空通信は訓練用 123.1MHz と 公共用 122.7MHz の二波の外、福岡の管制当局との調整回線として有線ではなく短波帯の 3750kHz (コールサイン: JIM29)、3777.5kHz (JIM25)、7565kHz (JIM26) が割り当てられた[10]。定格出力500Wを300Wで使用、電波形式は A3、受話器を上げると相手側で呼び出し音が鳴る仕掛けで迅速かつ容易に連絡ができるようになっていた。当時定期便は少なかったが、航空大学校の訓練機がクロスカントリー等で周辺空港、空域を利用することが多かった。プレストーク方式で同時通話ではなく、トランシーバー型の通話方式であった。受信アンテナは管制塔に設置、送信アンテナは有線で2.5Km離れたものを使用 [11]。また、中波無指向性無線標識も開局された (229kHz、識別記号 MZ、30m の T 型アンテナ、出力 100W、電波形式 A2/A3。通常時はA2を使用、必要に応じて管制塔内のマイクからA3変調で送信することも可能)[11]。
- 1956年（昭和31年）
  - 6月：航空大学校の訓練用として、GCAの運用開始（NECと東芝製の2基）[8]。捜索系: 2800MHz/22MHz帯域幅/600W、精測系: 9100MHz/44MHz帯域幅/45W[10]。
- 1961年（昭和36年）
  - 第2種空港として指定。
- 1962年（昭和37年）
  - 5月：着陸誘導管制業務の開始が告示され、航空大学校以外の航空機に対してもサービスが提供されるようになる[8]。
  - 6月：A滑走路が1,500mに、B滑走路が1360mに延長[8]。
- 1963年（昭和38年）
  - ターミナルビル完成。
- 1964年（昭和39年）
  - 滑走路長1,500mに延伸、供用開始。
- 1965年（昭和40年）
  - 2月：航空自衛隊新田原基地内に「宮崎航空保安事務所新田原管制所」が設置される。
  - 3月：新田原管制所内で宮崎空港と新田原飛行場の進入、出発機に対する進入管制業務を開始。管制要員は宮崎航空保安事務所から3名が派遣された[8]。
- 1966年（昭和41年）
  - 3月：A滑走路が1,800mに延伸、供用開始、地方空港初のジェット化、ボーイング 727-100が就航[8]。地方空港初の管制のレーダー化。
  - 11月：新田原基地にあった進入管制所を宮崎空港に引き揚げる。宮崎空港内の計器飛行管制室で、自前の機器を用いて進入管制業務を開始。宮崎航空保安事務所新田原管制所は廃止された[8]。
- 1972年（昭和47年）
  - 3月：第2次空港整備計画5ヶ年計画で、A滑走路を2500mに延伸する計画が決定[8]。
- 1979年（昭和54年）
  - A滑走路長が1,900mに延伸、供用開始[8]。
- 1980年（昭和55年）
  - B滑走路が廃止される[8]。
- 1986年（昭和61年）　
  - 埋立工事開始。宮崎港開削工事と平行し、発生土砂をパイプライン輸送して埋立に利用。
- 1990年（平成2年）　
  - 1月：ARTS-A（ターミナルレーダー情報処理システム）運用開始[8]。
  - 3月：滑走路長2,500mに延伸、供用開始 [8]、同時に新ターミナルビルも完成。
  - 8月：滑走路27にILSが設置、GCAが廃止される[8]。
  - 11月：ARTSの正式運用を開始。覆域60NM[8]。
- 1996年（平成8年）
  - 7月18日：九州旅客鉄道（JR九州）宮崎空港線開通。
- 2010年（平成22年）　
  - 空港ビル20周年リニューアル事業
- 2011年（平成23年）　
  - 1月：空港の西方にある新燃岳が噴火し、滑走路が一時閉鎖された[12][13]。
  - 7月15日・12月8日：敷地内にて不発弾が発見され、宮崎空港事務所長から陸上自衛隊に対して災害派遣要請[14]。
- 2014年（平成26年）
  - 10月26日：「宮崎ブーゲンビリア空港」の愛称を発表。
- 2015年（平成27年）：敷地内に栽培されているブーゲンビリアに従来品種よりも一回り大きい新品種が見付かり、宮崎空港ビルの初代社長岩切章太郎にちなみ、「エリザベスアンガス章太郎」と名付けられた[15]。
- 2017年（平成29年）
  - 10月12日：宮崎ターミナル・レーダー管制が、鹿児島空港からの広域管制へ移行。宮崎飛行場管制(GND/TWR)は、引き続き宮崎空港で担当(国交省告示第832号)[16]
  - 12月26日 小型機搭乗橋を日本国内で初めて新設し使用を開始[17]。
- 2020年（令和2年）
  - 2月20日：空港内にセブンイレブンがオープン。
  - 3月26日：クレジットカードラウンジ「ひなた」オープン[18]。
- 2021年
  - 6月4日：駐機場の地下から不発弾のような金属が見つかった。自衛隊の鑑定で太平洋戦争中に投下された米国製1トン爆弾と推定されたが信管がなく、すぐに爆発する危険はないと判断され、後日自衛隊により処理された[19]。
- 2023年
  - 3月16日：航空気象観測の自動化実施（実施時間：21時30分から翌日7時29分）[20]。
- 2024年
  - 10月2日：7時58分[21]、誘導路において埋没していた不発弾が爆発し、路面が陥没した。太平洋戦争中にアメリカ軍が投下した500ポンド（227キログラム）爆弾だとされる[22]。航空機への直接の被害はなかったものの、滑走路は同日19時30分まで閉鎖された[22]。

## 施設
空港ターミナルの運営は、民間主導の会社である「宮崎空港ビル」（宮崎交通と全日本空輸が株の50%超を保持）が行っている。エプロンは大型ジェット機5バース、中型ジェット機2バースほか16バース。搭乗口6 - 11番にはボーディング・ブリッジが設置され、うち6番搭乗口は国際線にも利用される。なお、11番搭乗口は搭乗ゲートから200m近い距離があり、出発間際に駆け足する搭乗客も多い。プロペラ機等の小型機を使用する際は、搭乗口5番が使用され、こちらはエプロンに徒歩で降りてからの搭乗となる。
旅客ターミナルビルは3階建て。1階にはチェックインカウンター、到着ロビー、若干の飲食施設と物販販売店、税関がある。2階には出発ロビー、搭乗待合室、メインの物販販売店（占有面積の大半は宮崎空港ビルの物販店）が置かれている。3階は飲食店、屋上は展望公園となっている。展望公園は｢エアプレインパーク｣と名付けられ、かつて航空大学校仙台分校（仙台空港）で使用され、東日本大震災で津波を逃れた航空大学校の練習機（ビーチクラフトC90Aキングエア）が常設展示されている。他の空港で多く設置されている有料ラウンジ（ゴールドカード以上で無料で使用できるラウンジ）は、かつて宮崎空港では設置されていなかったが、2020年（令和2年）3月26日にクレジットカードラウンジ「ひなた」がオープンした。ほかに、搭乗待合室とロビーとのガラス越しにインターホンを介して通話ができる「もしもしコーナー」が設置されている（1983年設置）。
JR九州の宮崎空港駅の駅舎とは直接繋がっておらず、徒歩数メートルではあるが1Fの連絡通路を利用する形になっている。
2010年のリニューアル工事では特産の飫肥杉が広く取り入れられ、手荷物検査場のトレイや検査台、搭乗待合室の壁や展望デッキに使用されている。
主要な表示は日本語・英語・中国語・韓国語の4か国語表記となっているが、中華圏の就航都市が繁体字を使用している地域（台湾・香港）のみなので（2018年1月現在）、中国語は繁体字を適用している。
ターミナルコントロール空域の再編に伴い、2017年10月11日に宮崎空港での管制業務の一部（ターミナルレーダー管制・新田原飛行場に対する業務も含む）を終了し、鹿児島空港事務所に設置されたターミナル空域管制施設に移管した。これに伴い、1966年の日本初の地方空港レーダー管制導入以来、約51年間続いてきた「宮崎空港でのターミナル・レーダー管制業務」に幕を閉じた。なお、宮崎空港での飛行場管制業務は引き続き行う。なお、地方空港におけるターミナル空域管制施設の統合は初めての試みであった。
このほか、無線航行陸上局として、宮崎ILS、宮崎VOR/DME（MZE）を設置している。

### 空港ラウンジ
航空会社によって提供されるラウンジ（特別待合室）が設置されている。
- カードラウンジ
  - カードラウンジ｢ひなた｣[18]
- エアラインラウンジ
  - ラウンジ大淀（日本航空、全日空共用）[26]

- カードラウンジ「ひなた」外観
- カードラウンジ「ひなた」 内景
- カードラウンジ「ひなた」 内景

## 就航路線
航空会社が2社以上の場合、最前の航空会社の機材・乗務員で運航する共同運航便（コードシェア便）

### 国内線
| 航空会社                                         | 目的地                            |
| ------------------------------------------------ | --------------------------------- |
| 日本航空 (JAL)                                   | 東京/羽田、大阪/伊丹、福岡        |
| 全日本空輸 (ANA)                                 | 東京/羽田、大阪/伊丹、福岡        |
| ソラシドエア (SNJ) ・ 全日本空輸 (ANA)           | 東京/羽田、名古屋/中部、沖縄/那覇 |
| Peach Aviation (APJ)                             | 大阪/関西                         |
| ジェットスター・ジャパン (JJP)・日本航空 (JAL)   | 東京/成田                         |
| オリエンタルエアブリッジ (ORC)・全日本空輸 (ANA) | 名古屋/中部、福岡                 |

過去の定期就航路線
- 札幌/新千歳[27]、岡山、広島、広島西、松山、高知、長崎、熊本、鹿児島

### 国際線
| 航空会社                             | 就航地                                                      |
| ------------------------------------ | ----------------------------------------------------------- |
| アシアナ航空 (OZ) ・ 全日本空輸 (NH) | 韓国・仁川国際空港（ソウル）［週3便］                       |
| タイガーエア台湾                     | 台湾・台湾桃園国際空港 （台北） ※2024年11月26日より就航再開 |

運休・廃止した航空会社・路線
| 航空会社                | 就航地                         |
| ----------------------- | ------------------------------ |
| エバー航空 (BR)         | 台湾・台湾桃園国際空港（台北） |
| 香港航空 (HX)           | 香港・香港国際空港             |
| チャイナエアライン (CI) | 台湾・台湾桃園国際空港 (台北)  |

## 就航都市

### 国内線
- 関東：東京/羽田、東京/成田
- 東海：名古屋/中部
- 関西：大阪/伊丹、大阪/関西
- 九州・沖縄：福岡、沖縄/那覇

### 国際線
- 台湾:台北/桃園
- 韓国:ソウル/仁川

## アクセス

### 鉄道

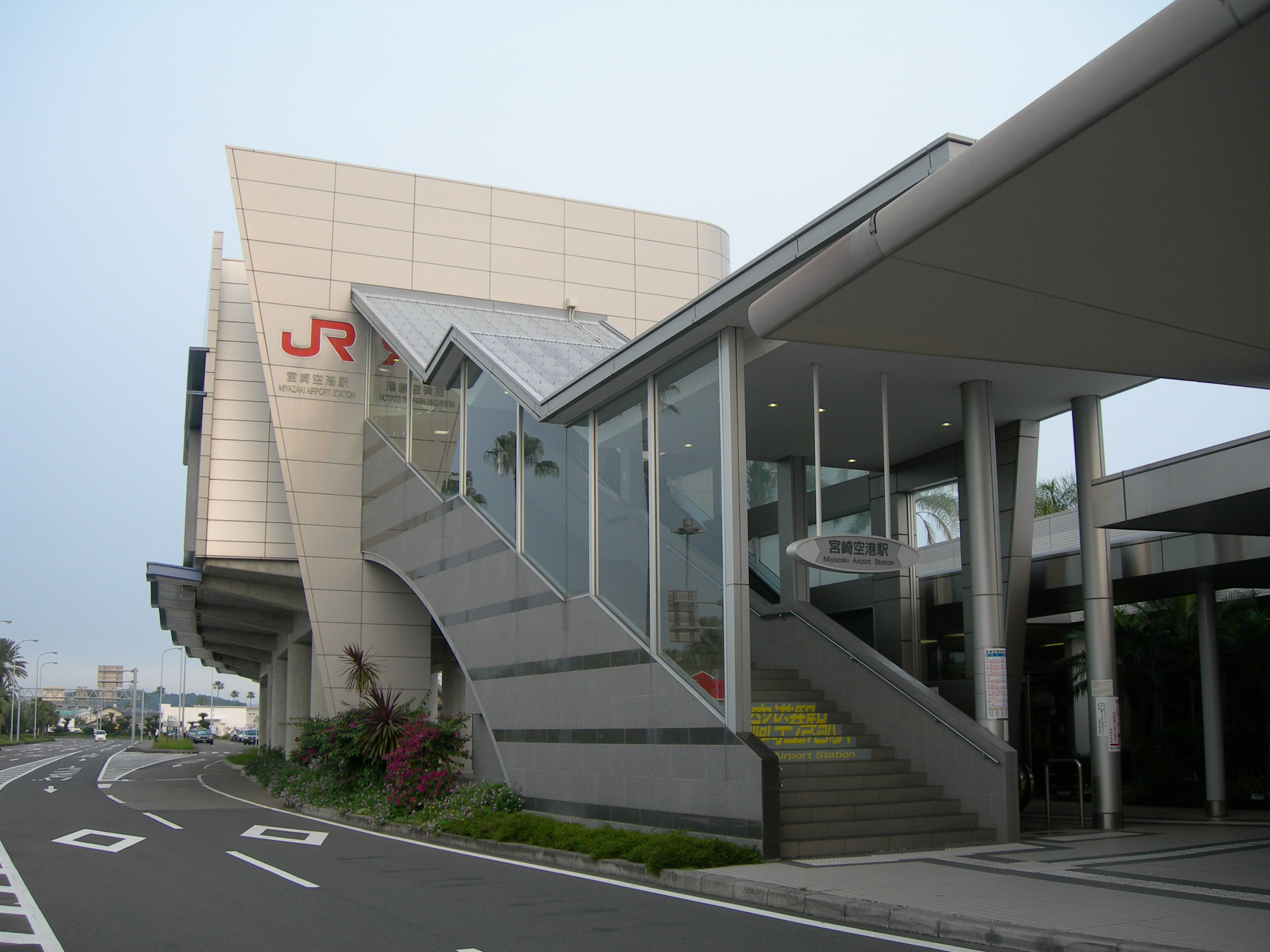
宮崎空港駅（2009年7月撮影）

九州旅客鉄道（JR九州）
- 宮崎空港線
  - 宮崎空港駅
普通列車のほか、特急『ひゅうが』『にちりん』『にちりんシーガイア』が発着し、宮崎、延岡、大分、博多方面との間を結んでいる。

### バス
- 宮崎交通
  - 宮崎市街地（宮交シティ・宮崎駅）
  - 青島・飫肥・油津　系統番号965
  - シーガイア
  - 住吉(深夜便)
  - 高岡・小林（一部は宮崎駅経由）
  - 都城（西都城）

#### 過去
東九州自動車道の県内区間が繋がった直後の2014年4月1日から宮交とJR九州バス共同運行による都市間高速バスひむか号（空港 - 延岡）が乗り入れた。続いて7月1日には旧ツアーバス系のハッコートラベルが格安で宮崎空港線（延岡祇園町）を運行し、ひむか号も期間限定の値下げをするなど一時期の延岡方面は三つ巴の争いとなっていた。結局、鉄道の利便性には敵わず、ハッコーはわずか2ヶ月で休止、ひむか号も2018年10月から空港乗り入れを取りやめている。また、一時期は鹿児島行き高速バス「はまゆう号」（宮交・南国交通の共同運行）も一部便が空港へ乗り入れていた（2021年4月1日をもって休止）。
1990年代までは一般道経由で空港 - 延岡間の快速便が運行されていた。

## 空港周辺
- 青島
- 青島神社
- 日南海岸
- 飫肥城下町
- 鵜戸神宮
- 油津
- サンマリンスタジアム宮崎 - プロ野球巨人軍キャンプ地。
- 青島グランドホテル - プロ野球巨人軍の常宿。
- 宮崎神宮
- シーガイア